# Валь-дю-Лейон
Валь-дю-Лейон (фр. Val-du-Layon) — новая коммуна на западе Франции, регион Пеи-де-ла-Луар, департамент Мен и Луара, округ Анже, кантон Шемийе-ан-Анжу. Расположена в 23 км к югу от Анже, в 6 км от автомагистрали А87. Северная граница коммуны проходит по реке Лейон, притоку Луары.
Население (2020) — 3 455 человек.

## История
Коммуна образована 31 декабря 2015 года путем слияния коммун Сен-Ламбер-дю-Латте и Сент-Обен-де-Люинье. Центром коммуны является Сен-Ламбер-дю-Латте. От него к новой коммуне перешли почтовый индекс и код INSEE. На картах в качестве координат Валь-дю-Лейона указываются координаты Сен-Ламбер-дю-Латте.

## Достопримечательности
- Шато От-Герш XIII-XVI веков
- Мост Пон-Барре XIII века, восстановленный в конце XVIII века
- Особняк Ла-Френе XVI века
- Церковь Святого Ламберта в стиле неоготика 1880-1883 годов
- Церковь Святого Альбина (Сент-Обен)
- Музей вин региона Анжу

## Экономика
Структура занятости населения:
- сельское хозяйство — 35,9 %
- промышленность — 3,5 %
- строительство — 8,2 %
- торговля, транспорт и сфера услуг — 18,9 %
- государственные и муниципальные службы — 33,4 %

Уровень безработицы (2020) — 7,1 % (Франция в целом — 12,7 %, департамент Мен и Луара— 11,0 %). 

Среднегодовой доход на 1 человека, евро (2020) — 22 420 (Франция в целом — 22 400, департамент Мен и Луара — 21 790).

## Администрация
Пост мэра Валь-дю-Лейона с 2020 года занимает Сандрин Беллё (Sandrine Belleut). На муниципальных выборах 2020 года без альтернативы победил список во главе с Реми Резо, но кандидатом в мэры была названа Сандрин Беллё, второй номер в этом списке. Резо занял пост мэра-делегата ассоциированной коммуны Сен-Ламбер-дю-Латте.
| Период | Период | Фамилия       | Партия        | Примечания                              |
| ------ | ------ | ------------- | ------------- | --------------------------------------- |
| 2016   | 2020   | Жерар Трембле | Разные правые | винодел, бывший мэр Сент-Обен-де-Люинье |
| 2020   |        | Сандрин Беллё |               |                                         |

## Города-побратимы
- Линкебек, Бельгия
- Кентон, Великобритания

## Галерея

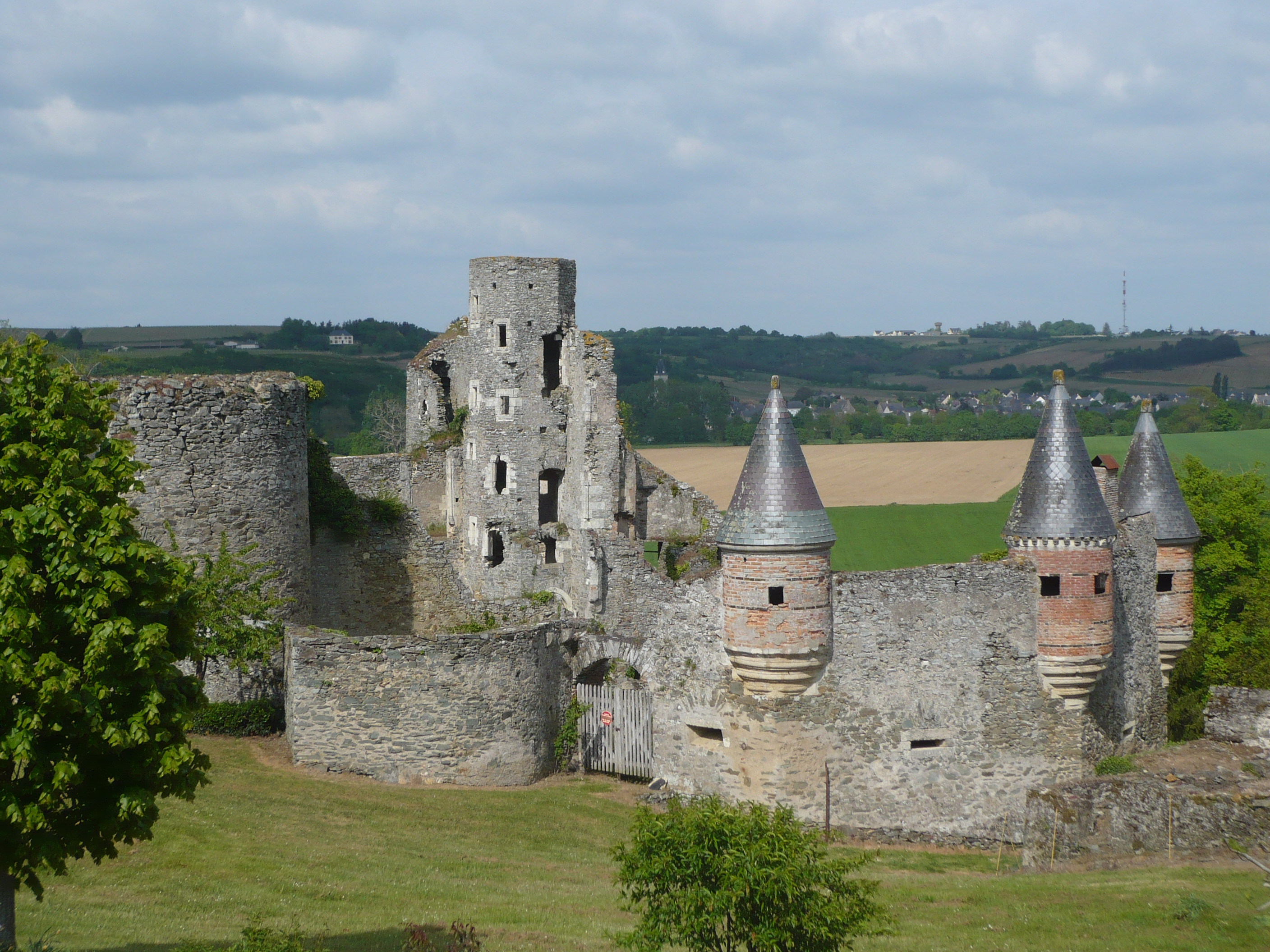
Шато От-Герш
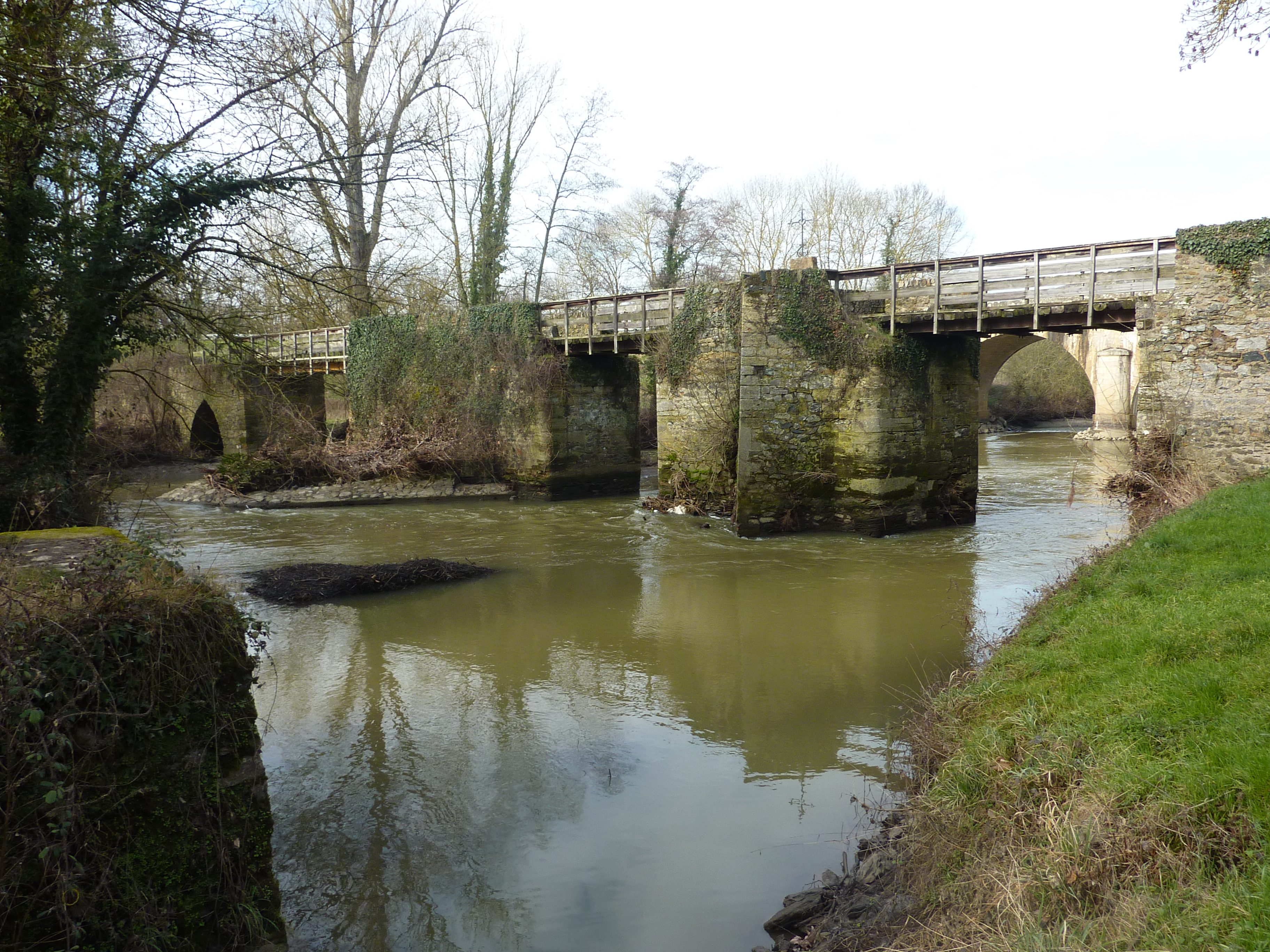
Мост Пон-Барре
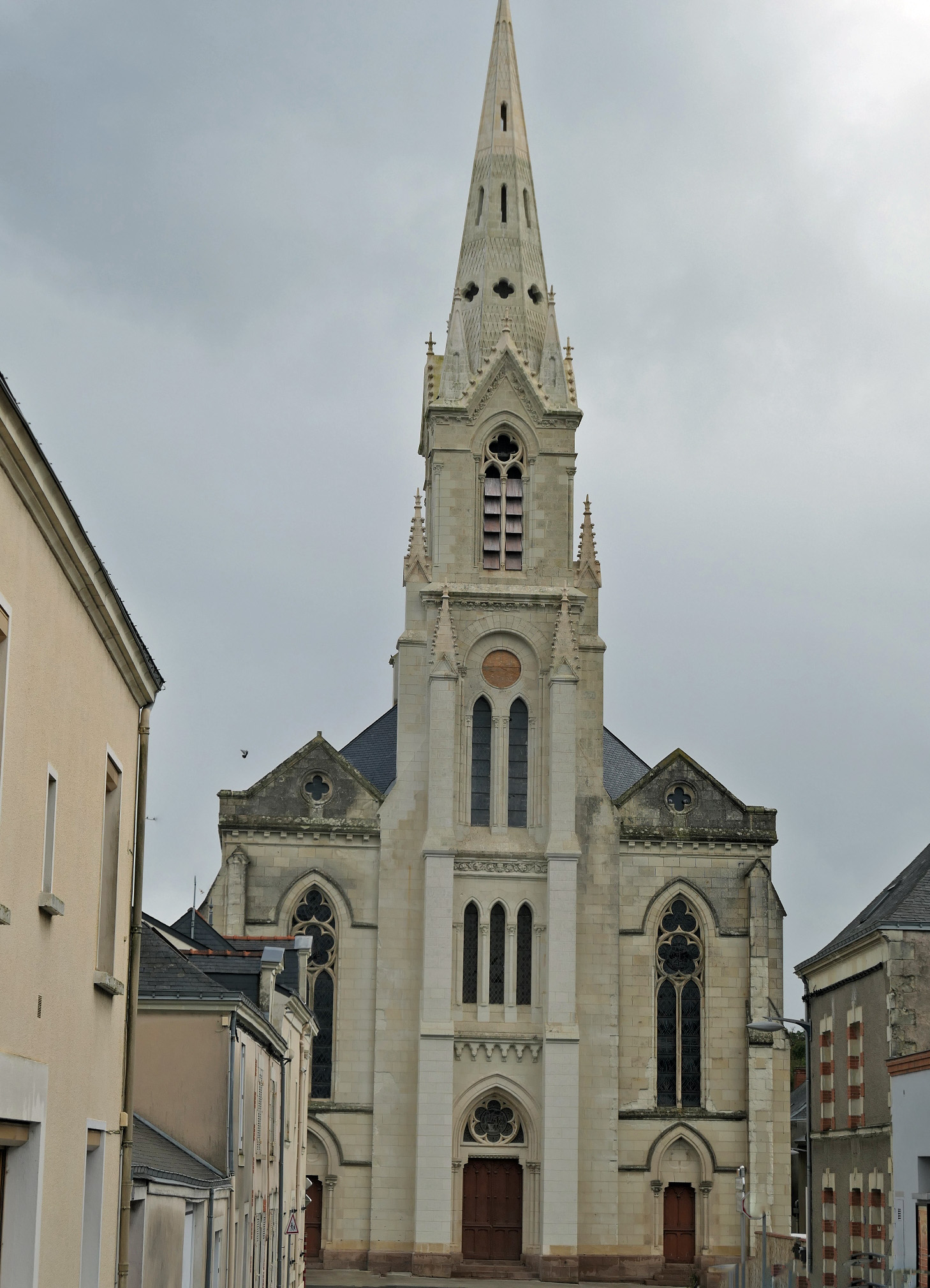
Церковь Святого Ламберта
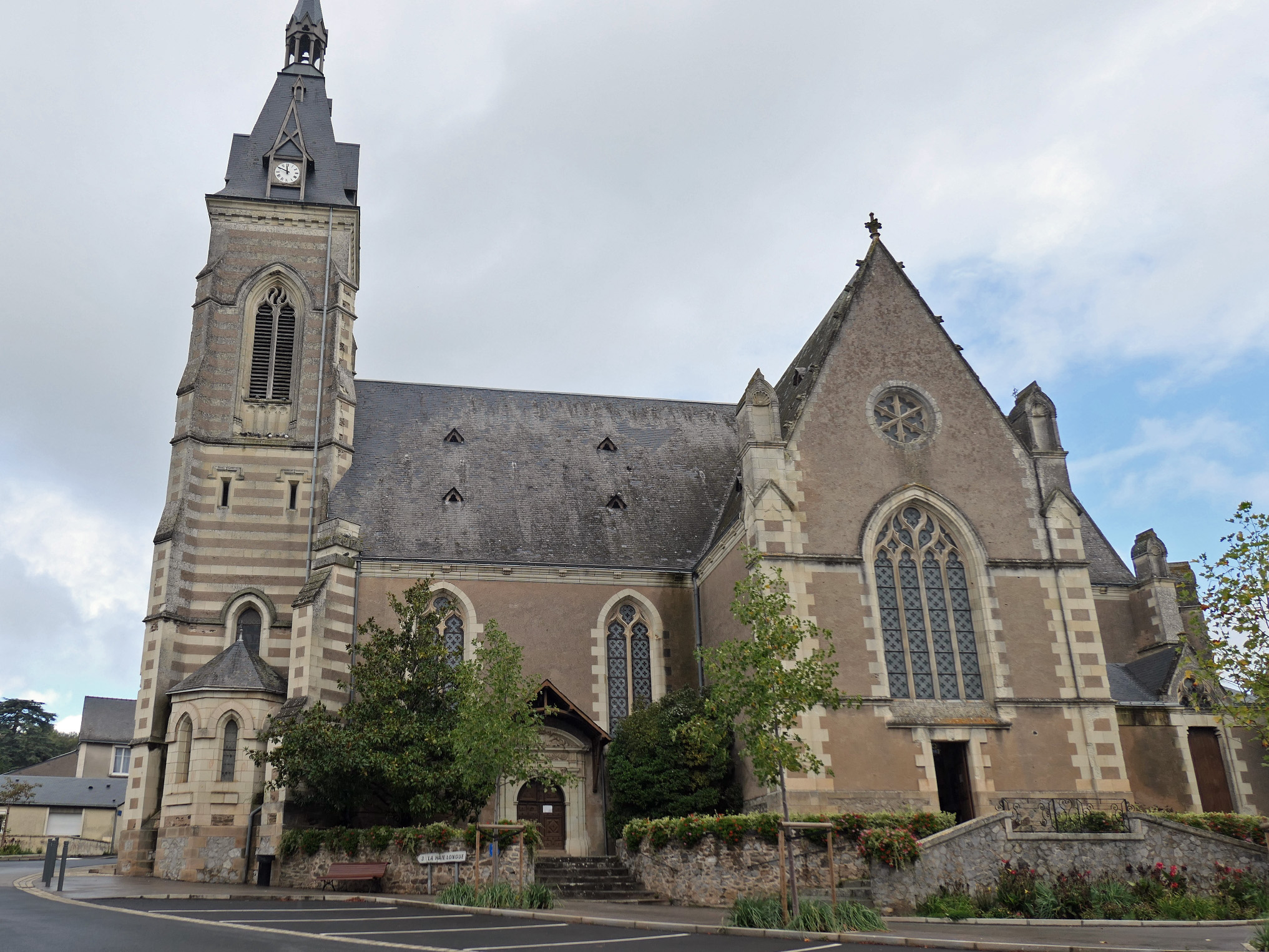
Церковь Святого Альбина
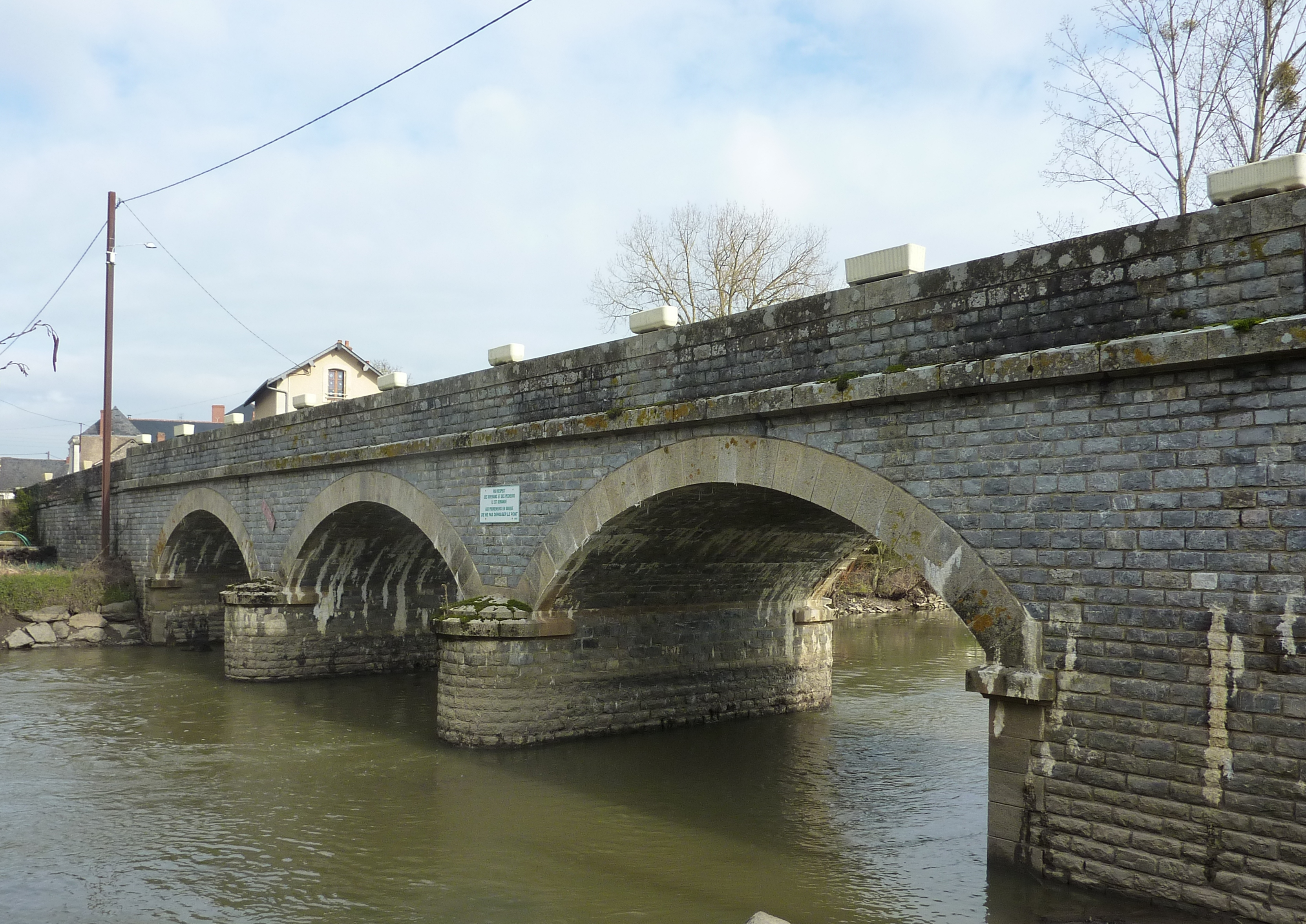
Мост Сент-Обен